# نزار نجاريان
نزار نَجَاريَان ويُلقب نازو (توفي في 4 أغسطس 2020) هو سياسي ورجل أعمال أرمني لبناني، كان قد شغل منصب أمين عام حزب الكتائب اللبنانية منذ 2018 حتى وفاته في أغسطس 2020. كان يعمل رئيسًا تنفيذيًا لشركة تتران القابضة.

## مسيرته
يُعد نزار الأخ الأكبر في عائلة أرمنية مُكونة من خمسة أفراد، وكان قد انخرط في مجال السياسة في بداية الحرب الأهلية اللبنانية عام 1975. ويُعد نزار نجاريان من الشخصيات القديمة في حزب الكتائب اللبنانية، وكان قد ابتعد عن لبنان حيث انتقل إلى قطر وبقي فيها حتى عام 2003، وبعدها توجه إلى مونتريال، حيثُ كان مبتعدًا عن السياسة بالكامل، حيث أصبح رجل أعمال.
كان بشير الجميل قد كلف نزار بمهمة «تعبئة المجتمع» عام 1980، حيثُ كان يتولى تدريب طلاب الثانويات والجامعات بشكلٍ إلزامي، كما تولى مهمات عدة خلال فترة بشير الجميل وبعدها. كان نزار أيضًا مقربًا من إيلي حبيقة خلال الحرب الأهلية اللبنانية. كان قد تُوفي أخوه «ريشار نجاريان» في 12 فبراير (شباط) 1980 في معركة قنات. في 28 فبراير (شباط) 1984، عيّن قائدًا مؤقتًا «للتجمع المسيحي الحُر» (الإطار السياسي لجيش لبنان الجنوبي)، وكان ذلك في مؤتمر جزين، وهو المؤتمر التأسيسي الثاني للتجمع. قد اعتبر هذا المؤتمر مهرجانًا اتخذ له شعار: «يوم السلام مع إسرائيل» و«الانفتاح بين الشعبين اللبناني والإسرائيلي». كما اعتبره البعض منفذًا للمؤامرة الإسرائيلية في لبنان، استكمالًا لمؤامرة سمير جعجع ورفاقه.
صدر قرار تعيينه أمينًا عامًا لحزب الكتائب اللبنانية في 11 يونيو (حزيران) 2018، خلفًا للمحامي رفيق غانم.

## وفاته
توفي يوم الثلاثاء 4 أغسطس 2020 متأثرًا بالجراح التي أصيب بها إثر انفجار مرفأ بيروت. وذكرت قناة إل بي سي المحلية «أنَّ الأمين العام لحزب الكتائب نزار نجاريان توفي إثر إصابته في رأسه داخل البيت المركزي للكتائب جراء انفجار المرفأ».
شيّع جثمانه في 8 أغسطس (آب) 2020. وبعد التشييع أَعلن رئيس حزب الكتائب سامي الجميل استقالة نواب الحزب من مجلس النواب اللبناني، وذلك بعد حادثة انفجار مرفأ بيروت 2020.

## طالع أيضًا
- انفجار مرفأ بيروت 2020
- أرمن لبنان